# Großsteingräber bei Wesselin
Die Großsteingräber bei Wesselin waren drei megalithische Grabanlagen der jungsteinzeitlichen Trichterbecherkultur auf dem Gebiet der Gemeinde Lohme zwischen Wesselin und Vietzke im Landkreis Vorpommern-Rügen (Mecklenburg-Vorpommern). Zwei dieser Gräber wurden bereits im 19. Jahrhundert zerstört, das dritte Mitte des 20. Jahrhunderts. Dieses trägt die Sprockhoff-Nummern 498.

## Lage
Die Gräber lagen auf einer bewaldeten Höhe zwischen dem zu Lohme gehörenden Hof Vietzke und dem zu Sagard gehörenden, mittlerweile wüst gefallenen Hof Wesselin auf dem heutigen Gemeindegebiet von Lohme. 2,3 km nordöstlich liegt das Großsteingrab Nipmerow. Außerdem gibt es in der näheren Umgebung mehrere Grabhügel.

## Forschungsgeschichte
Eine erste Beschreibung der Gräber erfolgte 1829 durch Friedrich von Hagenow, der in Wesselin noch drei Anlagen feststellen konnte. Seine Forschungen wurden 1904 von Rudolf Baier veröffentlicht. Ernst Sprockhoff stellte bei seiner Dokumentation der Großsteingräber auf Rügen nur noch eine Anlage fest. Bei einer erneuten Aufnahme durch Ewald Schuldt in den 1960er Jahren war auch diese verschwunden.

## Beschreibung

### Grab 1
Grab 1 besaß bei Sprockhoffs Aufnahme noch eine recht gut erhaltene und tief im Erdreich steckende Grabkammer. Eine Hügelschüttung oder eine Umfassung waren nicht zu erkennen. Die Kammer war nordost-südwestlich orientiert. Sichtbar waren zwei Decksteine und die Spitzen zweier Wandsteine, die zwischen den Decksteinen aus dem Boden ragten. Die Grabkammer wurde von Sprockhoff als erweiterter Dolmen angesprochen, von Schuldt hingegen als Großdolmen.

### Grab 2
Grab 3 besaß eine Grabkammer vom Typ Großdolmen, die von einem Rollsteinhügel ummantelt war.

### Grab 3
Grab 3 besaß eine Grabkammer vom Typ Großdolmen, die von einem Rollsteinhügel ummantelt war.